# Februari 2015
| Februari 2015 |
| Månader under 2015: Januari · Februari · Mars · April · Maj · Juni · Juli · Augusti · September · Oktober · November · December ← December 2014 · Januari 2016 → |

## Händelser

### 1 februari
- Över en miljon böcker och skrifter förstördes vid en brand i ett av Rysslands största universitetsbibliotek, tillhörande Rysslands Vetenskapsakademi.[1]

### 3 februari
- En videofilm publiceras som visar hur Muath al-Kasasbeh, en jordansk stridspilot, bränns till döds av IS. Dagen därpå, den 4 februari, svarade Jordanien med att avrätta två dödsdömda IS-terrorister.[2]

### 4 februari
- Transasia Airways Flight 235 från det taiwanesiska flygbolaget Transasia Airways kraschar i Keelungfloden nära Taipei strax efter starten. Bara 15 av de över 50 personerna ombord överlevde olyckan.

### 6 februari
- En man i 65-årsåldern dödas och 7 andra personer skadas när en buss vid Lunds centralstation kör över dem. Orsaken till olyckan är att hett vatten strömmat ut och bildat tät dimma via en vattenläcka.

### 9 februari
- Islamfientliga Pegida genomför för första gången en demonstration i Sverige, i Malmö. Polisen uppskattar antalet motdemonstranter till 5 000.[3]

### 10 februari
- Jon Stewart meddelar att han avser lämna humorprogrammet The Daily Show senare samma år. Han har lett programmet sedan 1999.

### 12 februari
- Sveriges riksbank meddelar att den sänker reporäntan till -0,1 procent. Detta är första gången någonsin som Riksbanken inför negativ reporänta.

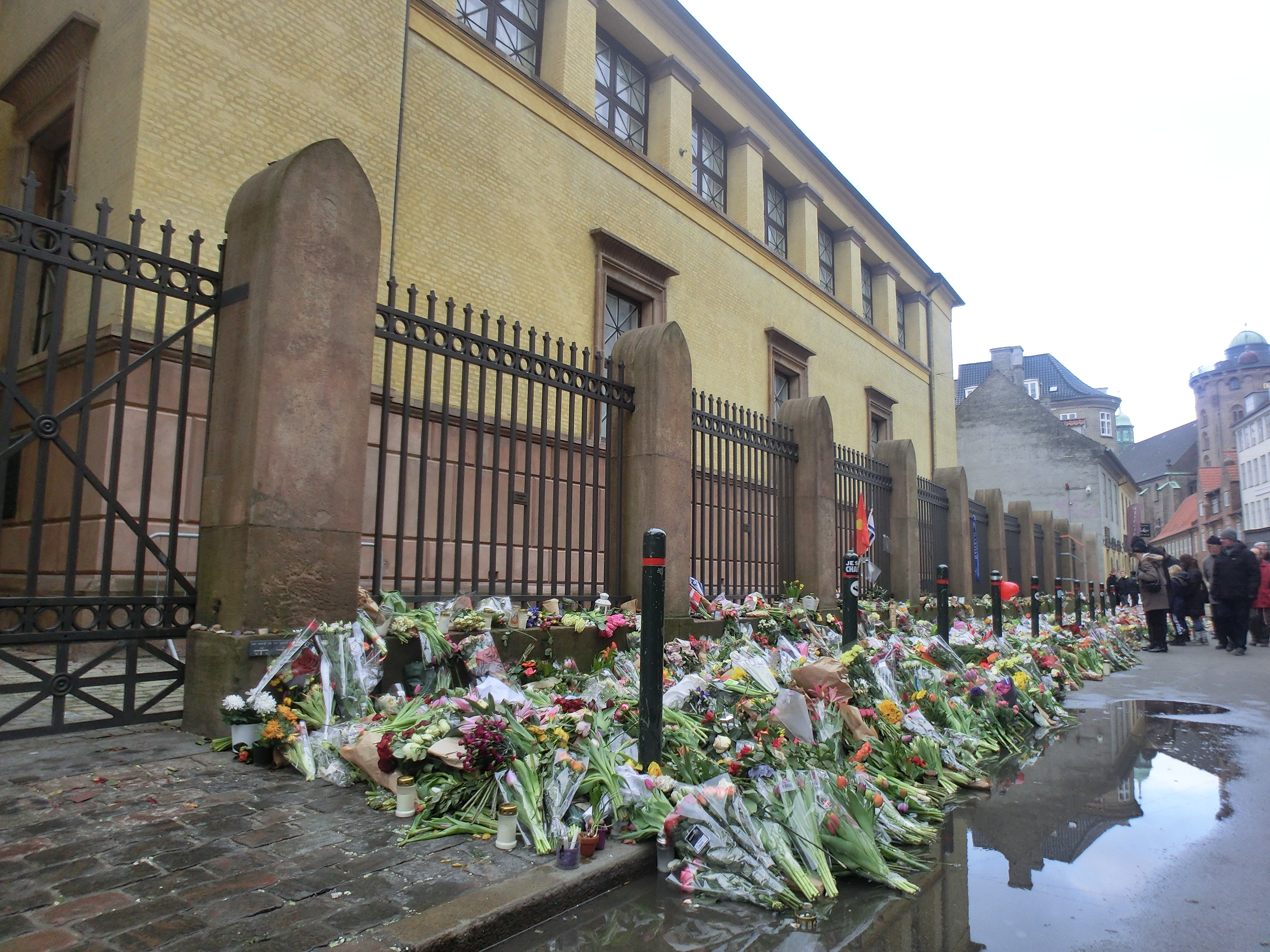
Blommor utanför Köpenhamns synagoga.

### 14 februari
- Vid ett attentat i Köpenhamn dödas tre personer och fem poliser skadas. Den första skottlossningen sker vid kulturhuset Krudttønden där Lars Vilks talar, den andra vid Köpenhamns synagoga.

### 15 februari
- En video publiceras som visar hur 21 koptiska kristna gästarbetare i Libyen halshuggs av IS. I Egypten utlyses sju dagars landssorg.[4]

### 19 februari
- Mittmedia meddelar att tidningen Dagbladet Nya Samhället i Sundsvall läggs ner och uppgår i Sundsvalls Tidning.[5]

### 26 februari
- IS publicerar en video som visar hur medlemmar i terrororganisationen förstör 3 000 år gamla assyriska statyer och andra historiskt värdefulla föremål på ett museum i den irakiska staden Mosul.[6]

### 27 februari
- Den ryske oppositionsledaren Boris Nemtsov skjuts till döds i Moskva.

### 28 februari
- Iraks nationalmuseum i Bagdad öppnas officiellt igen, efter att ha varit stängt i tolv år sedan plundringen i kaoset efter diktatorn Saddam Husseins fall 2003.[7]